# Organisation socialiste libertaire (Argentine)
Pour les articles homonymes, voir Organisation socialiste libertaire.
L'Organisation socialiste libertaire (Organización Socialista Libertaria, OSL) est une formation anarchiste argentine fondée en 1996 par la convergence de divers groupes et mouvements. Elle éditait le journal En la Calle ("Dans la rue").
La plate-forme de l'OSL a réuni à la fin des années 1990 le groupe CAIN, le groupe Auca (auca signifie « rebelle » en mapuche) de La Plata et l'Organisation Anarchiste Révolutionnaire de Rosario. Ils ont dirigé conjointement le journal En la calle, jusqu'à sa disparition en 2009. Une grande partie du groupe Auca a rejoint les rangs péronistes,.
L'OSL était membres de Solidarité internationale libertaire, un réseau de solidarité libertaire fondé en 2001.